# Heuseux
Heuseux is een dorp in de deelgemeente Cerexhe-Heuseux van de Belgische gemeente Soumagne.
Het dorp ligt op een hoogte van ongeveer 260 meter op het Plateau van Herve. Ten noorden van Heuseux stroomt de Bolland en ten westen de Plein Rieu die in noordelijke richting naar de Bolland toe stroomt.

## Bezienswaardigheden
- Sint-Laurentiuskerk
- Kasteel van Heuseux
- Kasteelboerderij

## Nabijgelegen kernen
Cerexhe, Tignée, Barchon, Blegny